# خلود محمد
خلود محمد (18 يناير 1984[بحاجة لمصدر] -)، ممثلة سعودية مثلت في الكويت. درست في المعهد العالي للفنون المسرحية مثلت العديد من المسلسلات والمسرحيات التجارية والاكاديمية، وايضًا قدمت عدة برامج تلفزيونية.

## أعمال في اليوتيوب
- سكانه امه
- حرب العصابات
- مضاد للمجتمع

## في تقديم البرامج
- كيدز على قناة فنون.
- عين على قناة سكوب.
- سير علينا على قناة سكوب.
- ماقازين على قناة سكوب.
- عشر إلا عشر على تلفزيون الراي.

## في المسرح
- دماء بلا ثمن
- 2012 (مسرحية)
- زمن لولوه وخزنه
- البنات والطنطل
- كوخ حارسات الغابه

## المسلسلات
- شارع 90
- واي فاي
- حلفت عمري
- بسمة منال
- منطقه محرمه
- في عينيها اغنيه
- حريم ابوي
- الحزره
- سواها البخت
- كان خالد
- مانيكان
- شغف
- ورودملونه

- الوصيه الغائبه